# Biserica de lemn din Vrâncioaia

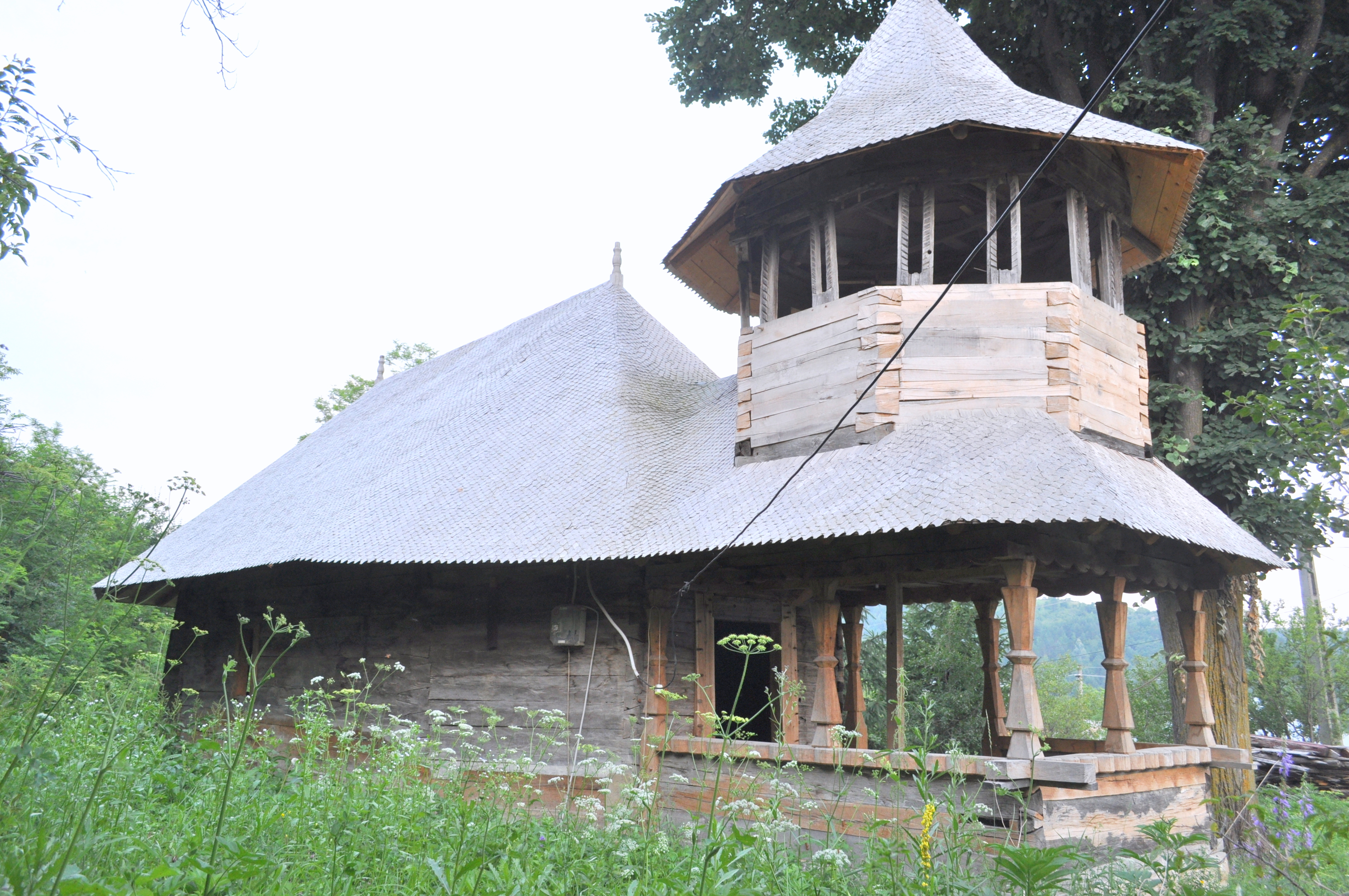
Biserica de lemn „Sfântul Nicolae” din Vrâncioaia, comuna Vrâncioaia, județul Vrancea, foto: iulie 2011.

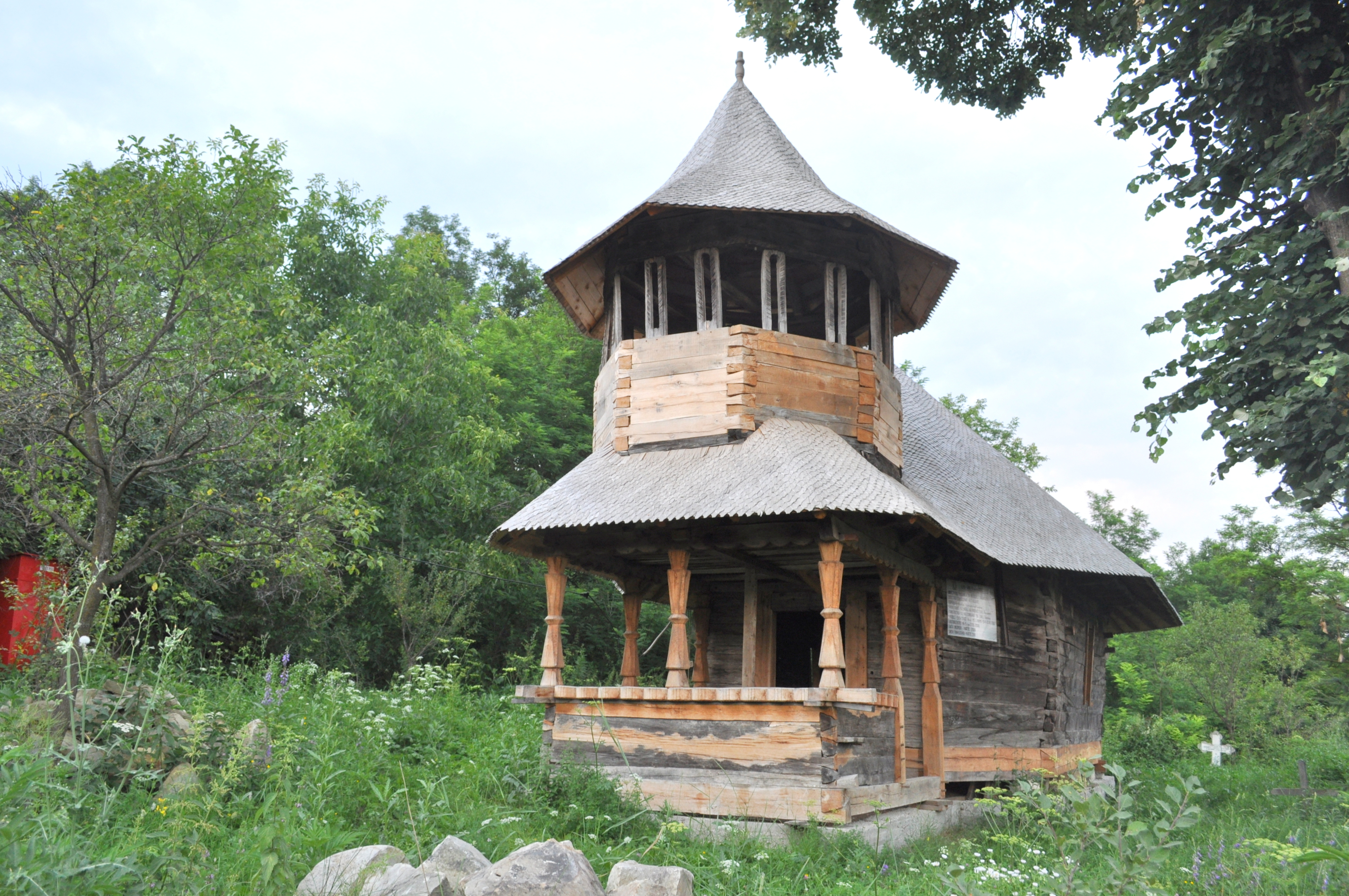
Biserica (sud-vest)

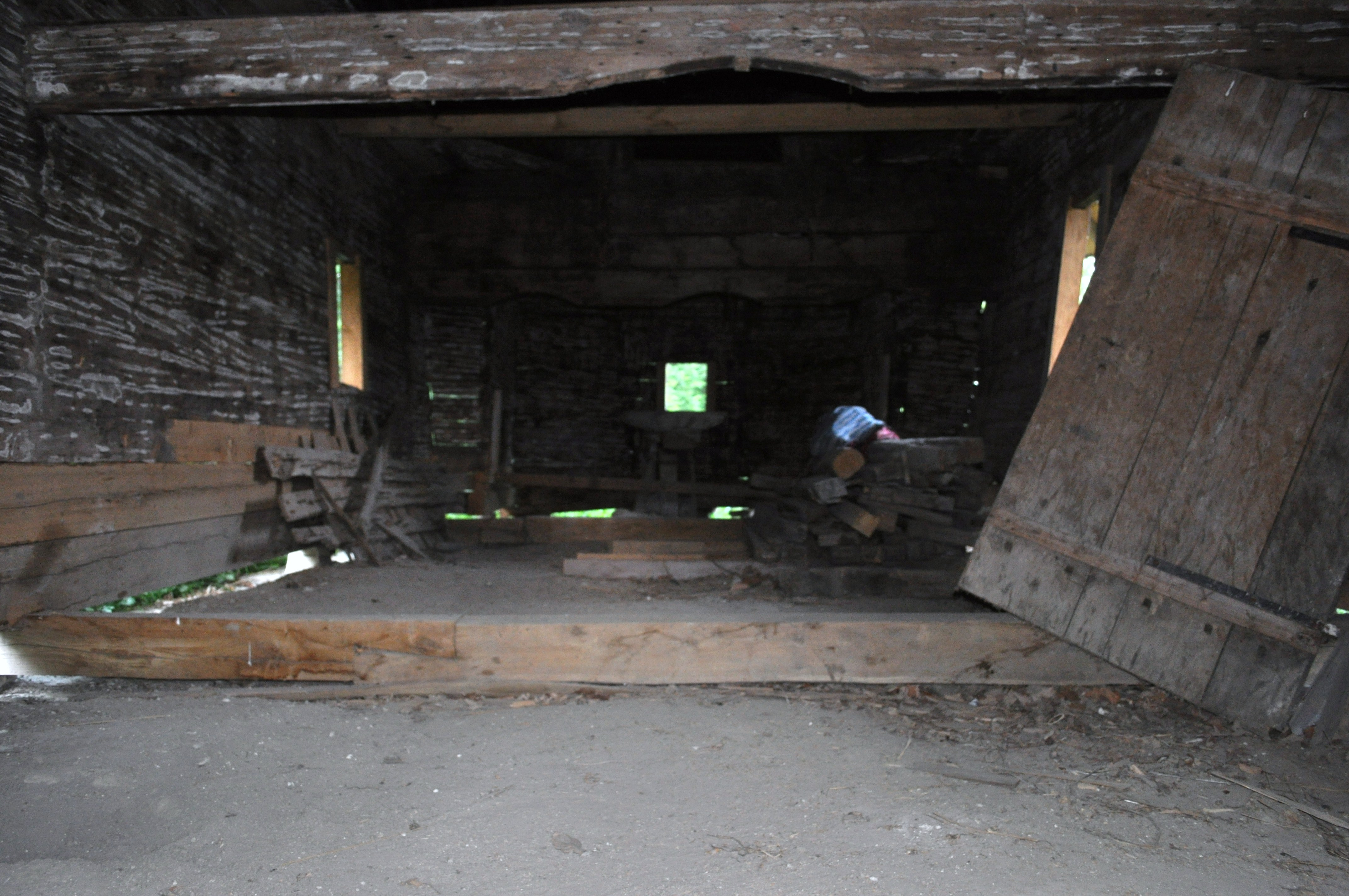
Interiorul navei

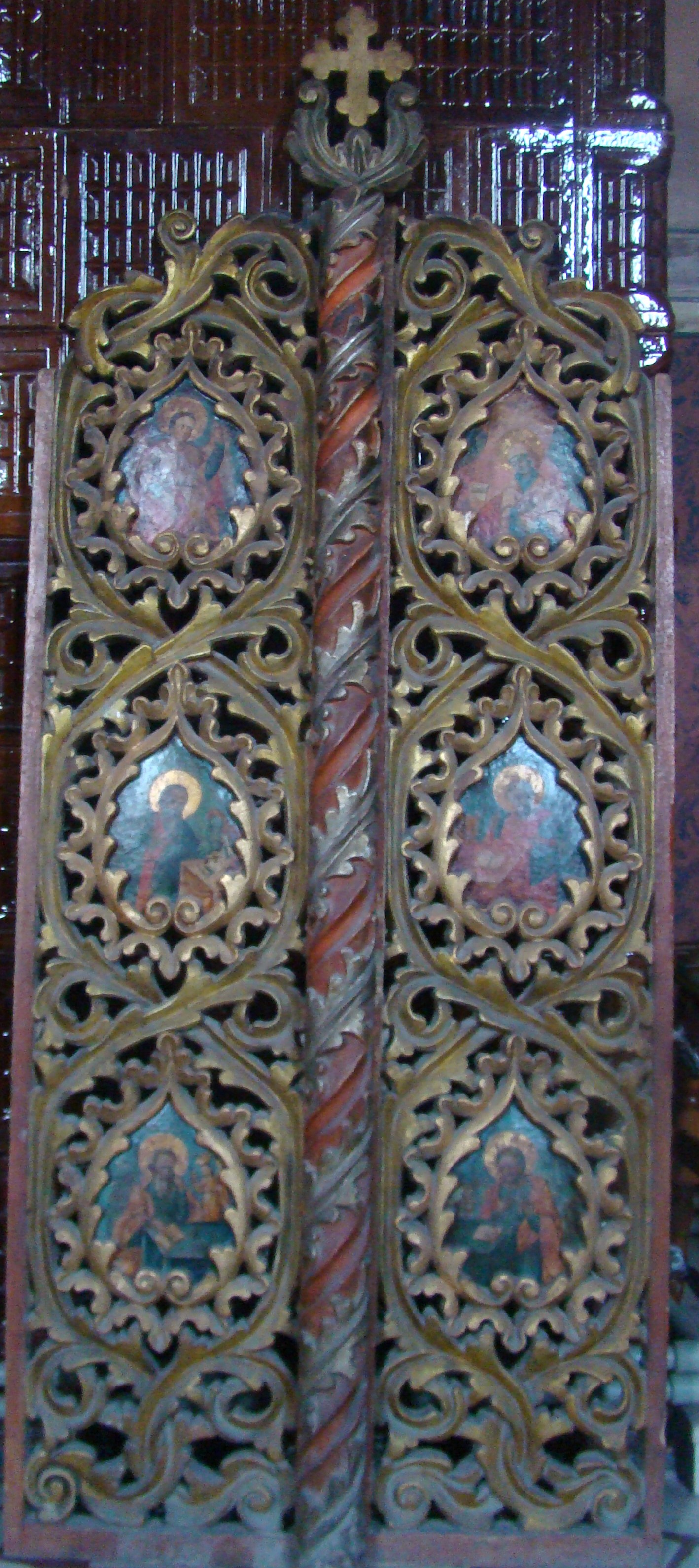
Ușile împărătești, demontate și păstrate în siguranță

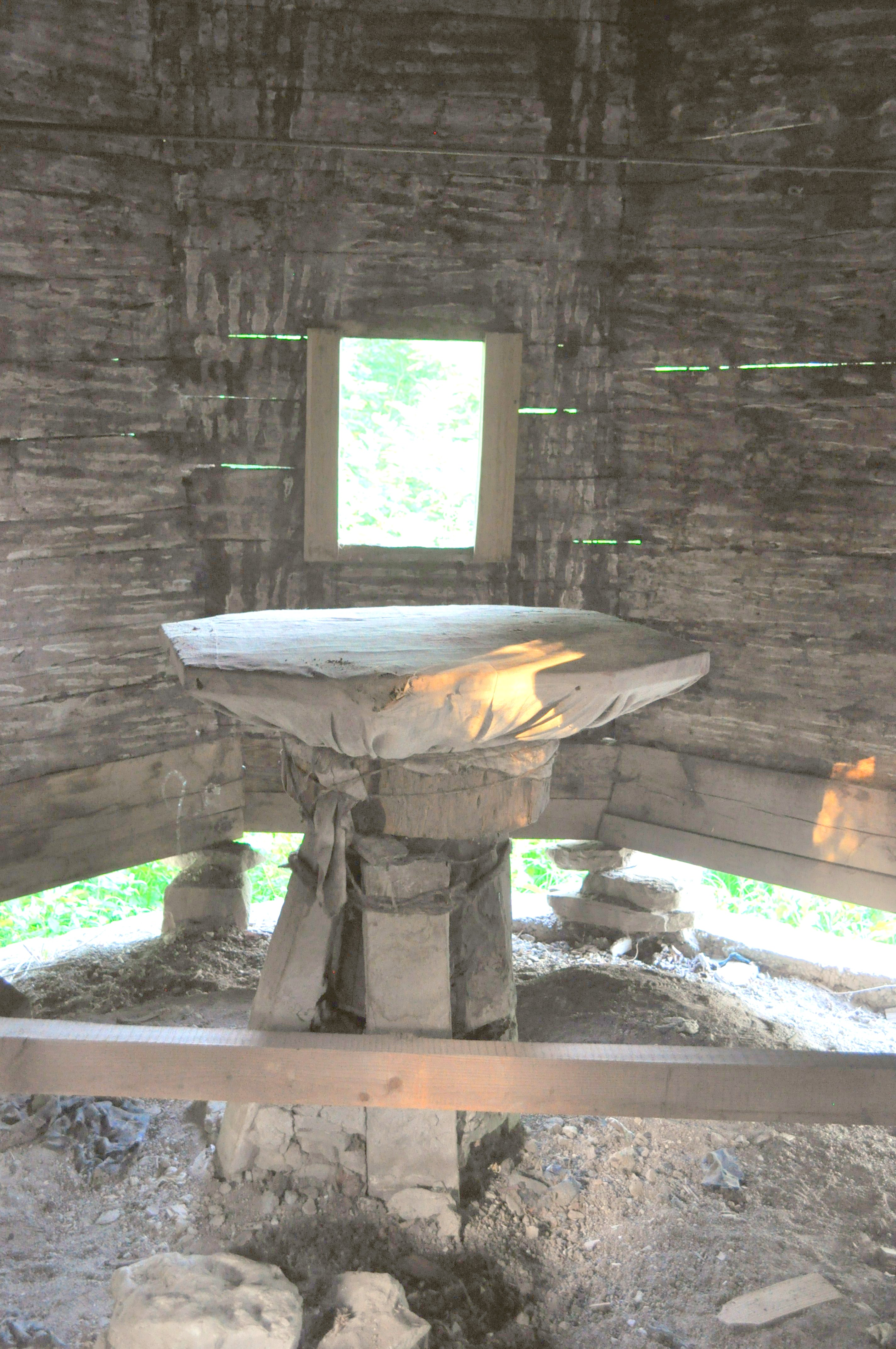
Masa altarului

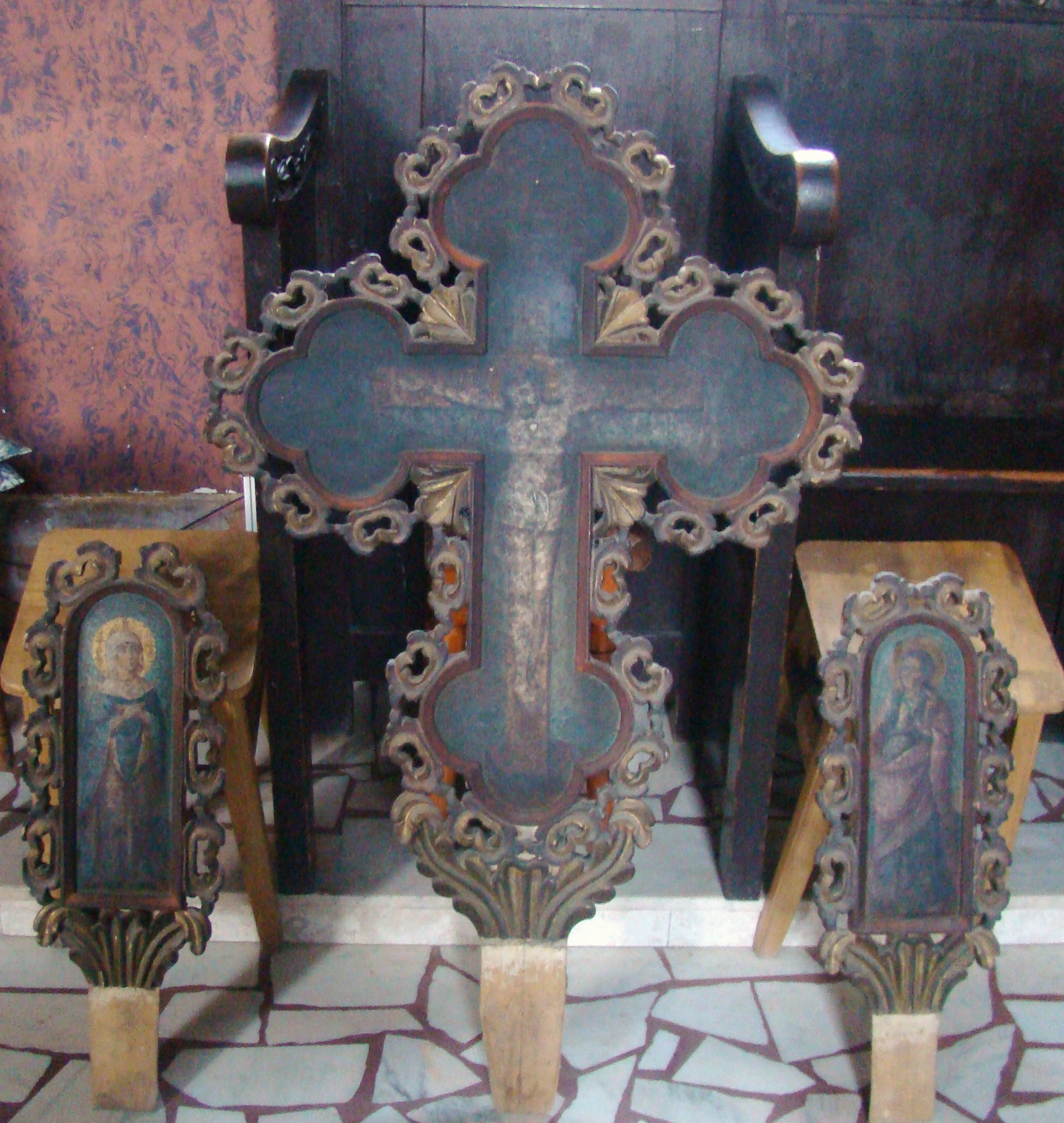
Sfânta Cruce și Moleniile

Biserica de lemn din Vrâncioaia, comuna Vrâncioaia, județul Vrancea a fost ridicată în secolul XVIII. Figurează pe Lista Monumentelor Istorice din anul 2010 cod LMI VN-II-m-A-06571.

## Istoric și trăsături
Biserica Sfântul Nicolae din Vrâncioaia poate fi datată pe baza unor inscripții în chirilică de pe bârnele din lemn. Acestea au fost descoperite datorită lucrărilor de refacere a monumentului începute în vara anului 2003. În partea de sud a pronaosului se află gravat în lemn: „Să știe de cându s-au sfințitu biserica aceasta ombla văliatu 7286 (1778) și era domn Ghica Vodă protopop era Neculaiu Vidra(ș)cu”. Pe o bârnă din lemn situată în partea de nord se găsește înscrierea: „să știe de cându s-au șindrilitu biserica let 7290 (1782) Mai
25...popa Cristian Ștefan”. Putem afirma că  1778 este anul sfințirii și începerii construcției, iar anul 1782 ca definitivare.
Planul bisericii „Sfântul Nicolae” este monovanat, având pereții înălțați pe o temelie de piatră de râu, cu rol în protejarea materialului lemnos folosit în constructie. Accesul în incintă se face printr-o ușă din lemn, după ce se urcă două trepte din lespezi de piatră.
Acoperișul cu învelitoare din șindrilă, unic pentru întregul edificiu, înglobează și volumul bolților, încununat de cruci din fier forjat. Interiorul este reprezentat de icoanele pictate pe lemn, cu scene din viața sfinților, precum și de icoanele împărătești vopsite cu roșu.
În anul 2003, la monumentul din Vrâncioaia au început lucrări de restaurare și reparații la acoperiș și la temelie, punându-se în valoare inscripțiile in chirilică săpate pe bârnele din pronaos, în urma decapărilor interioare.

## Imagini din exterior

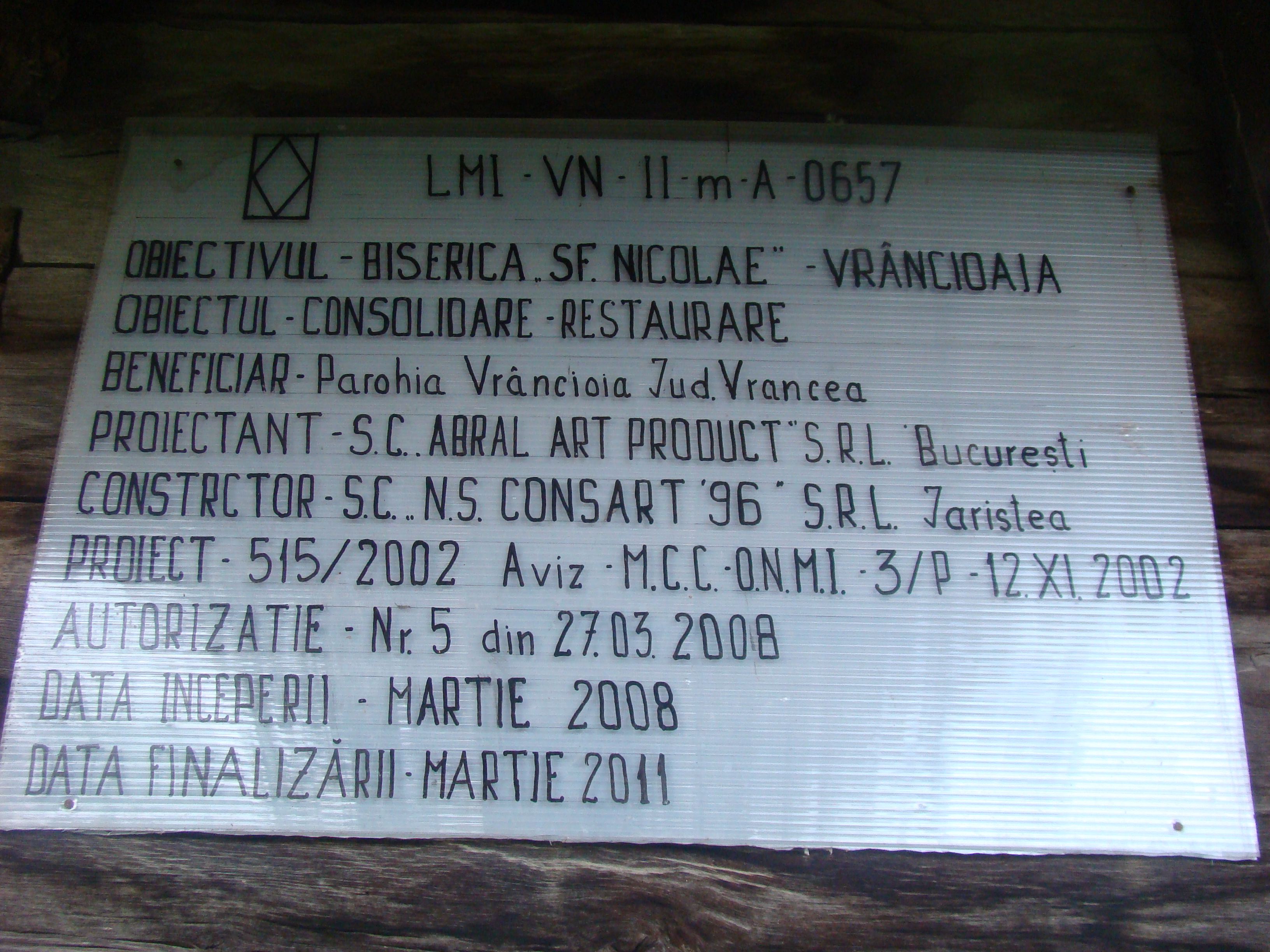
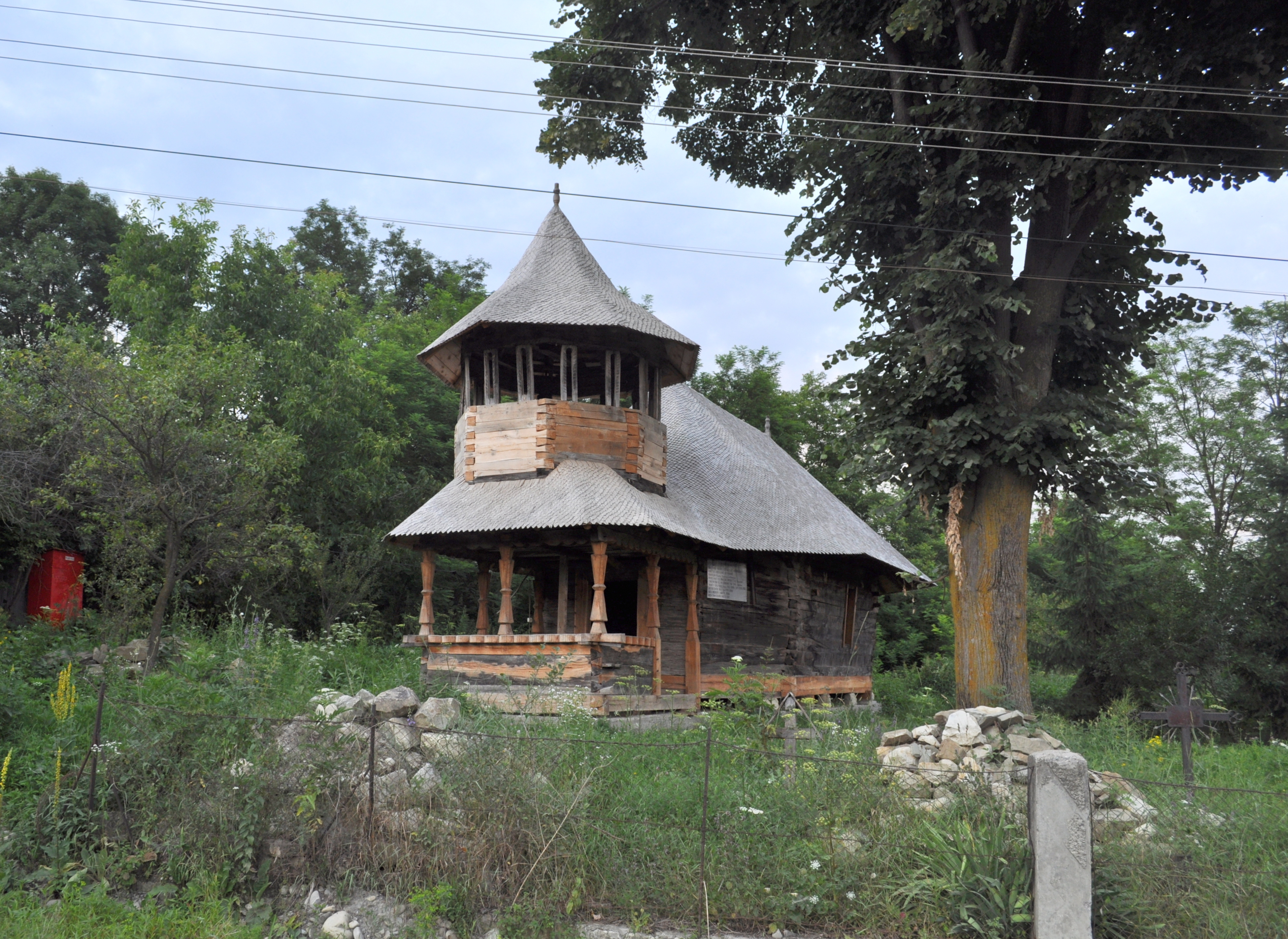
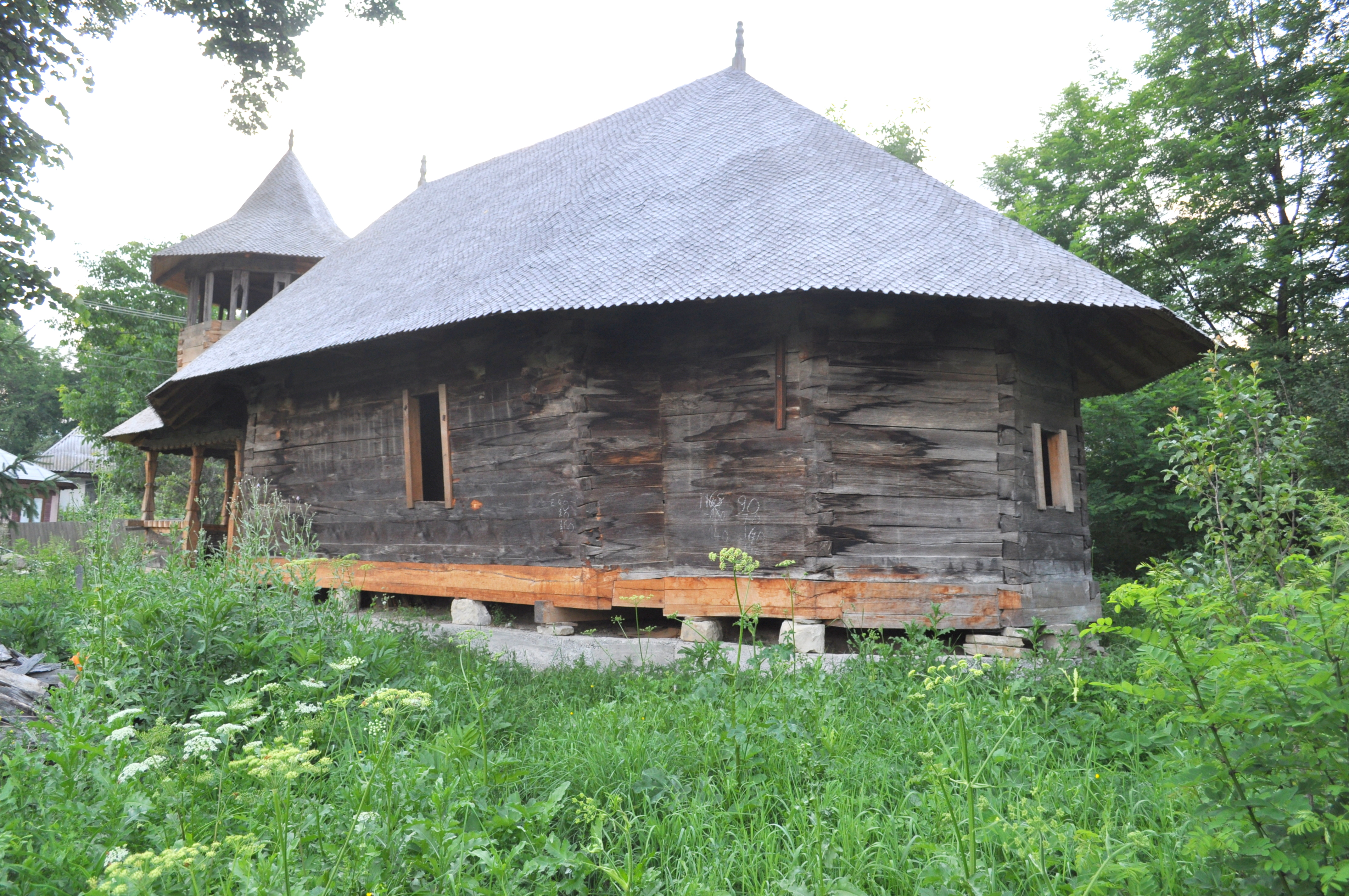
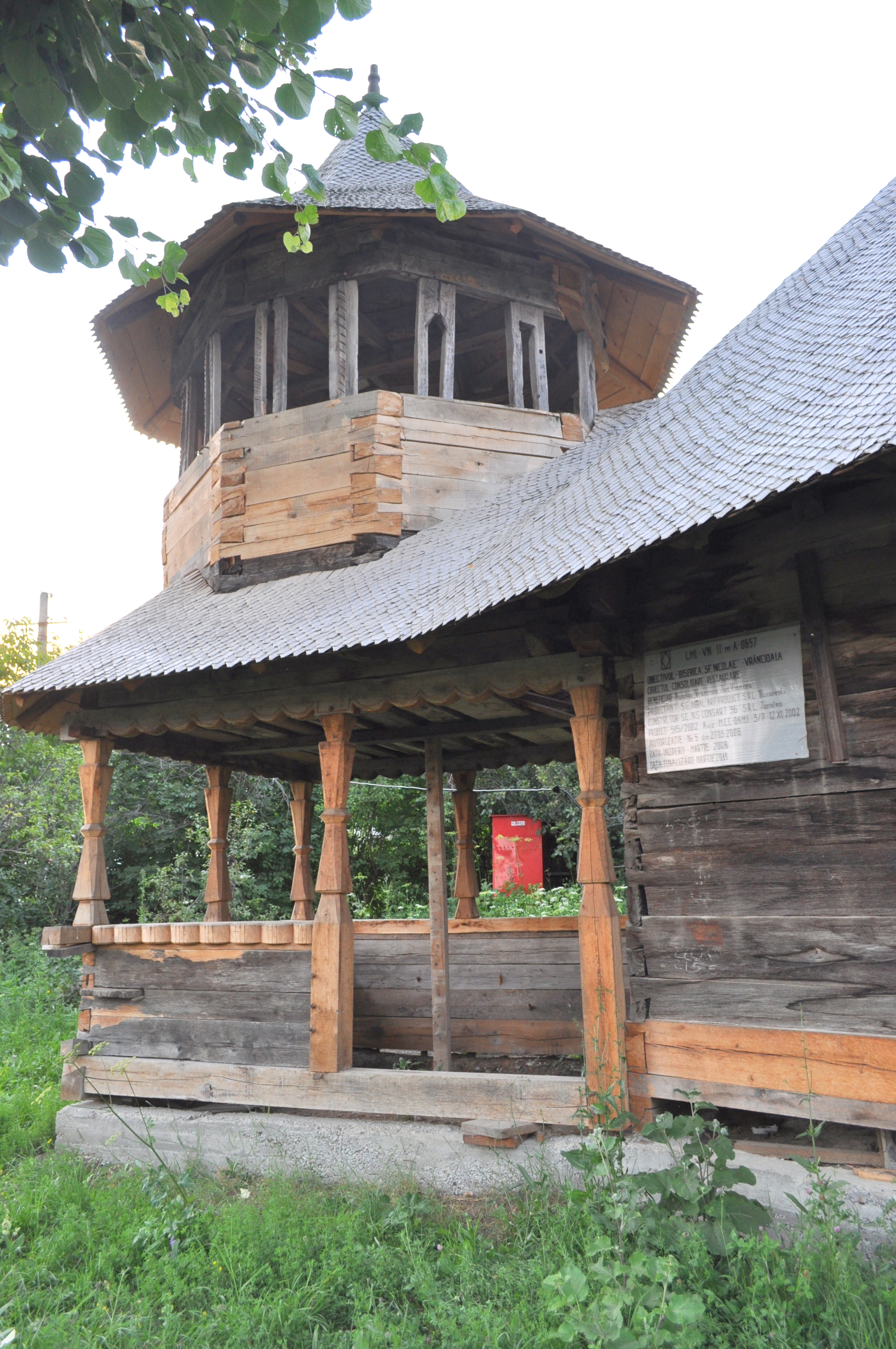
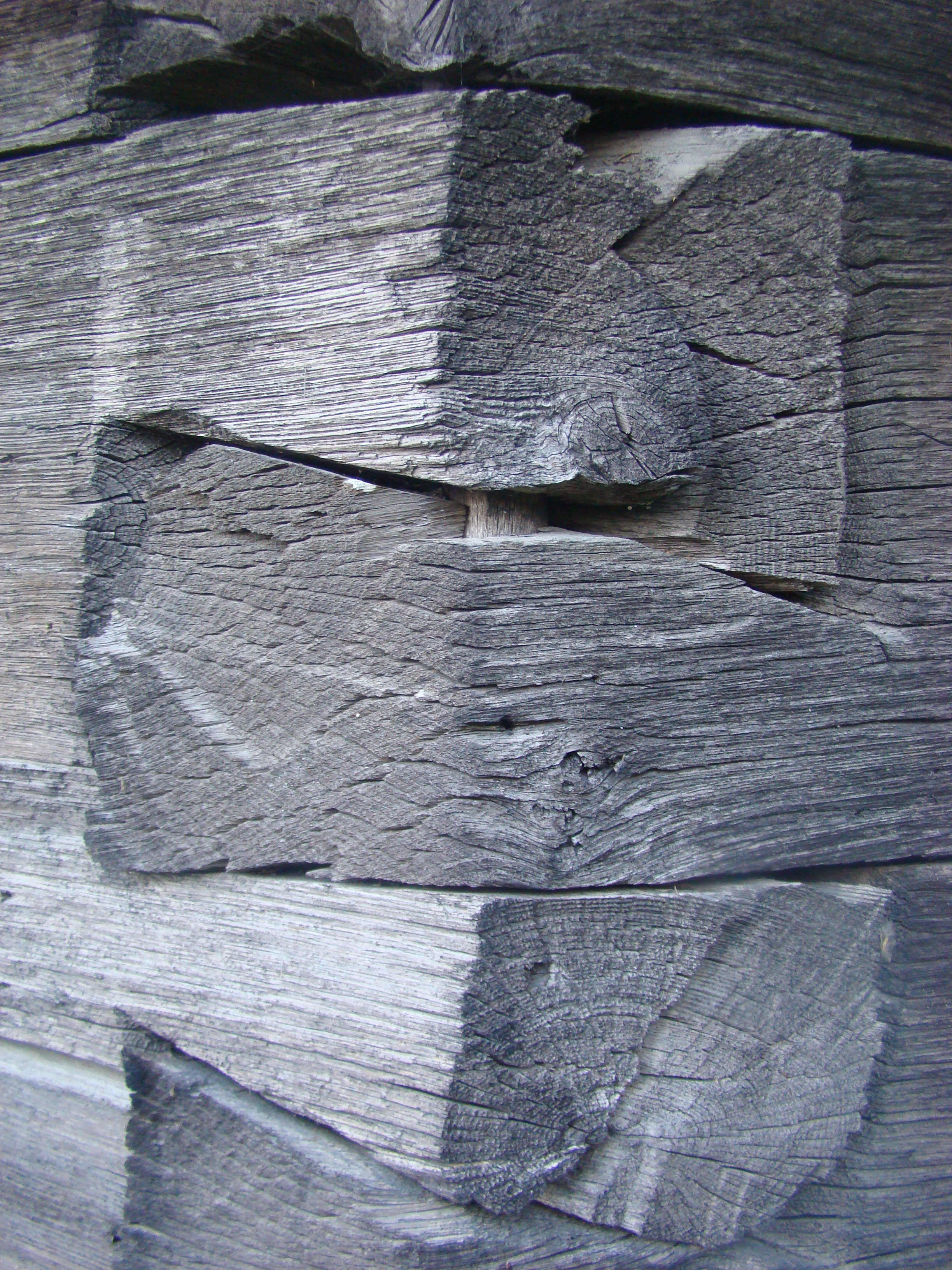
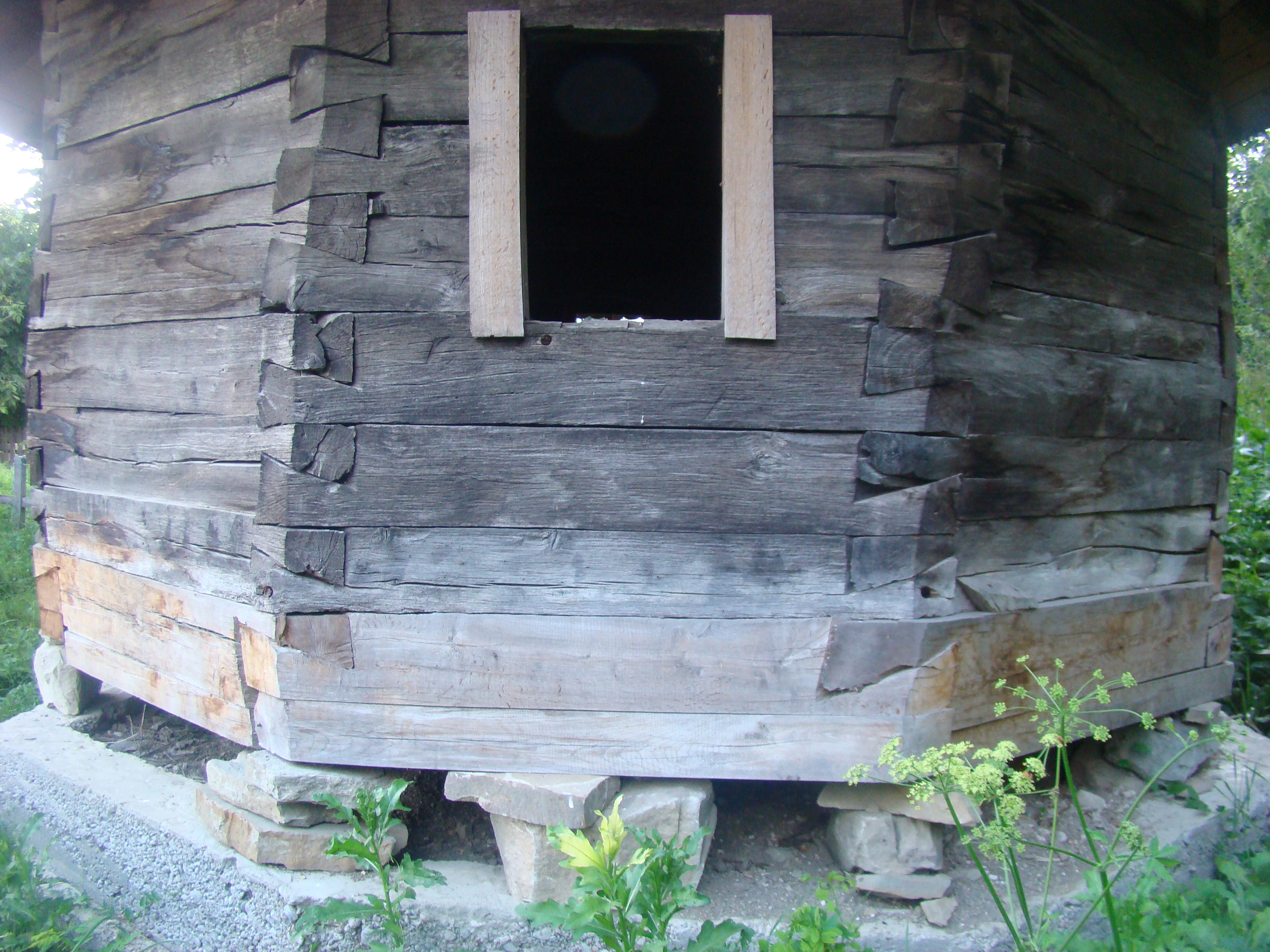
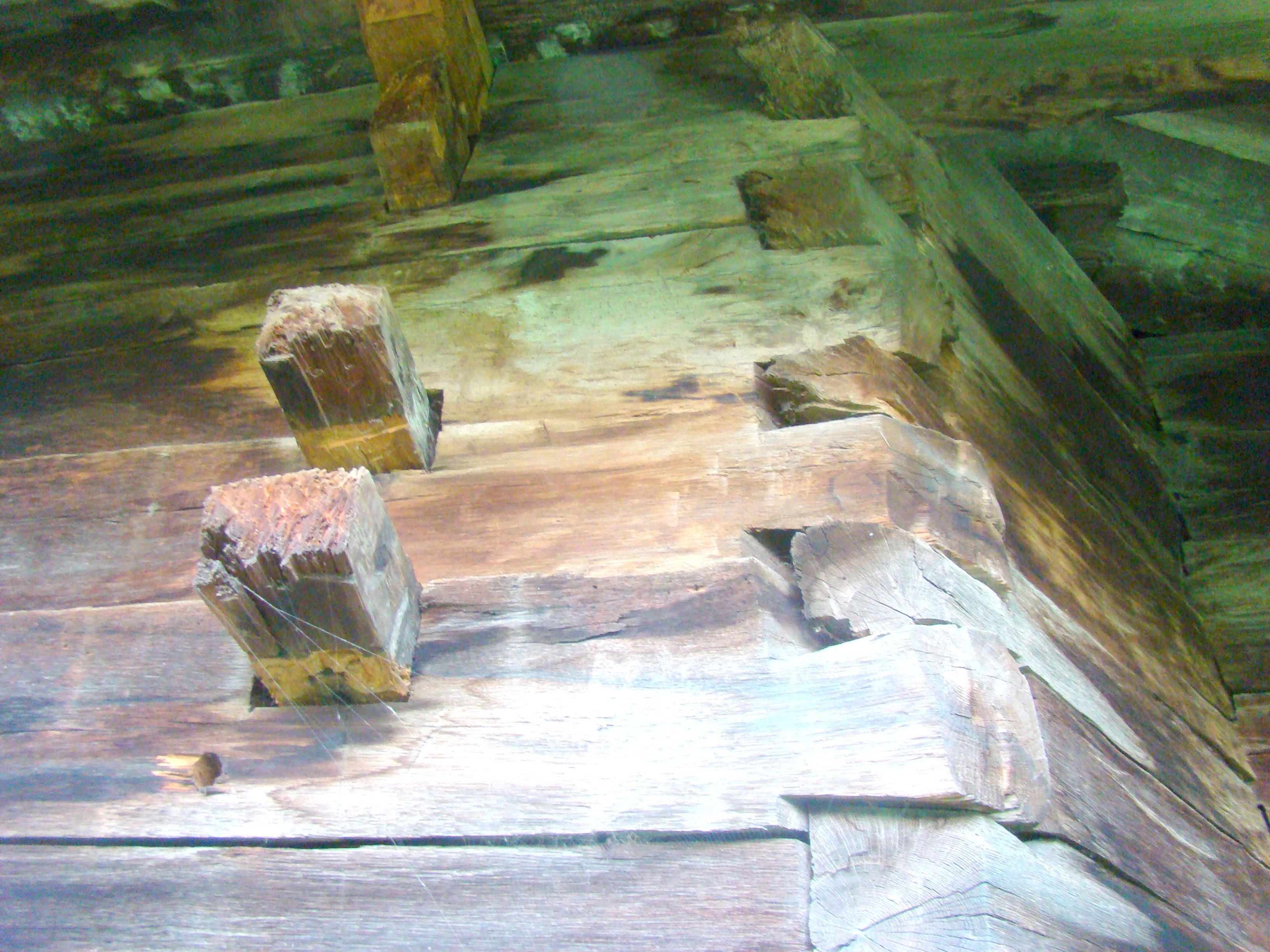
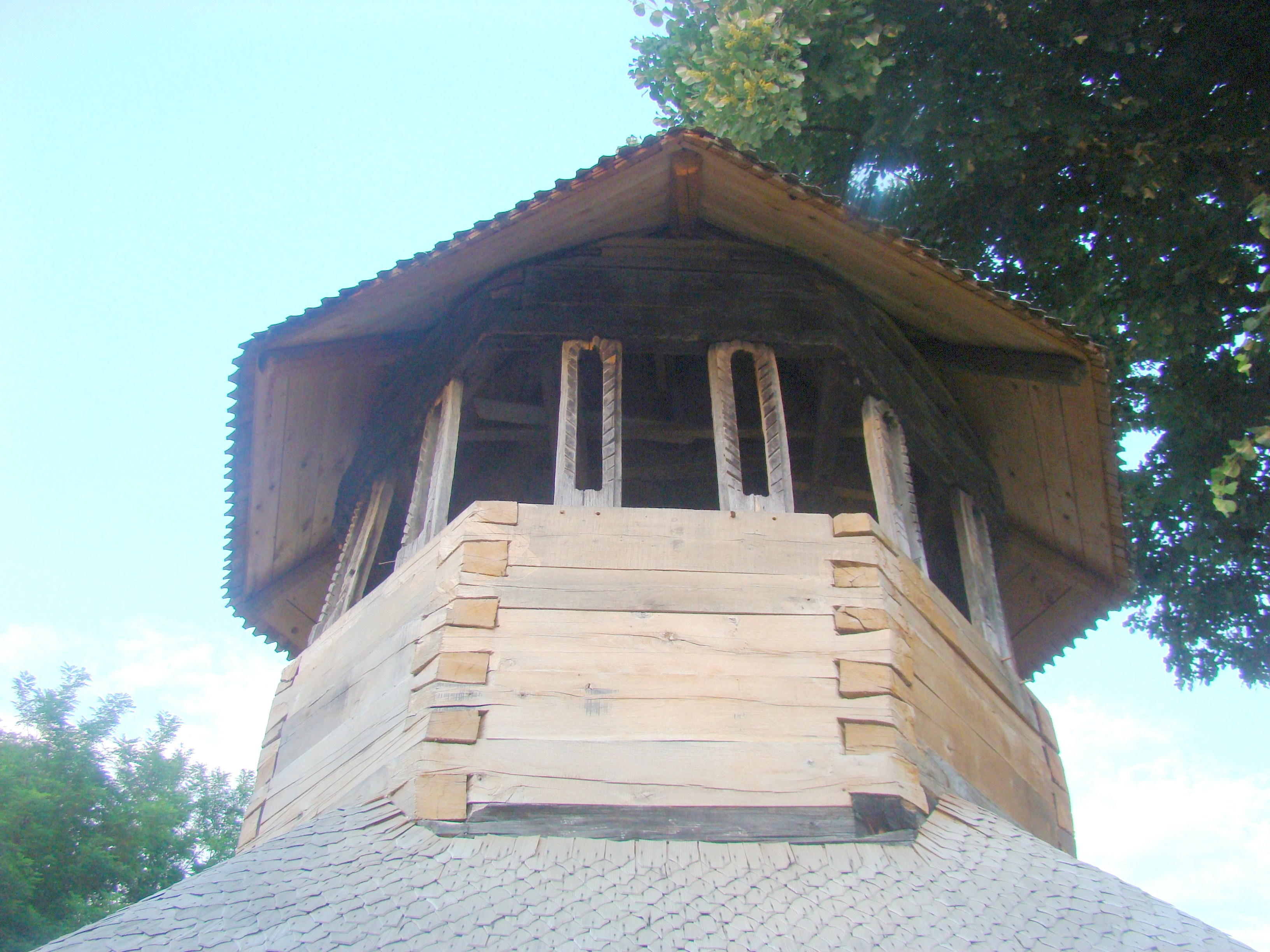
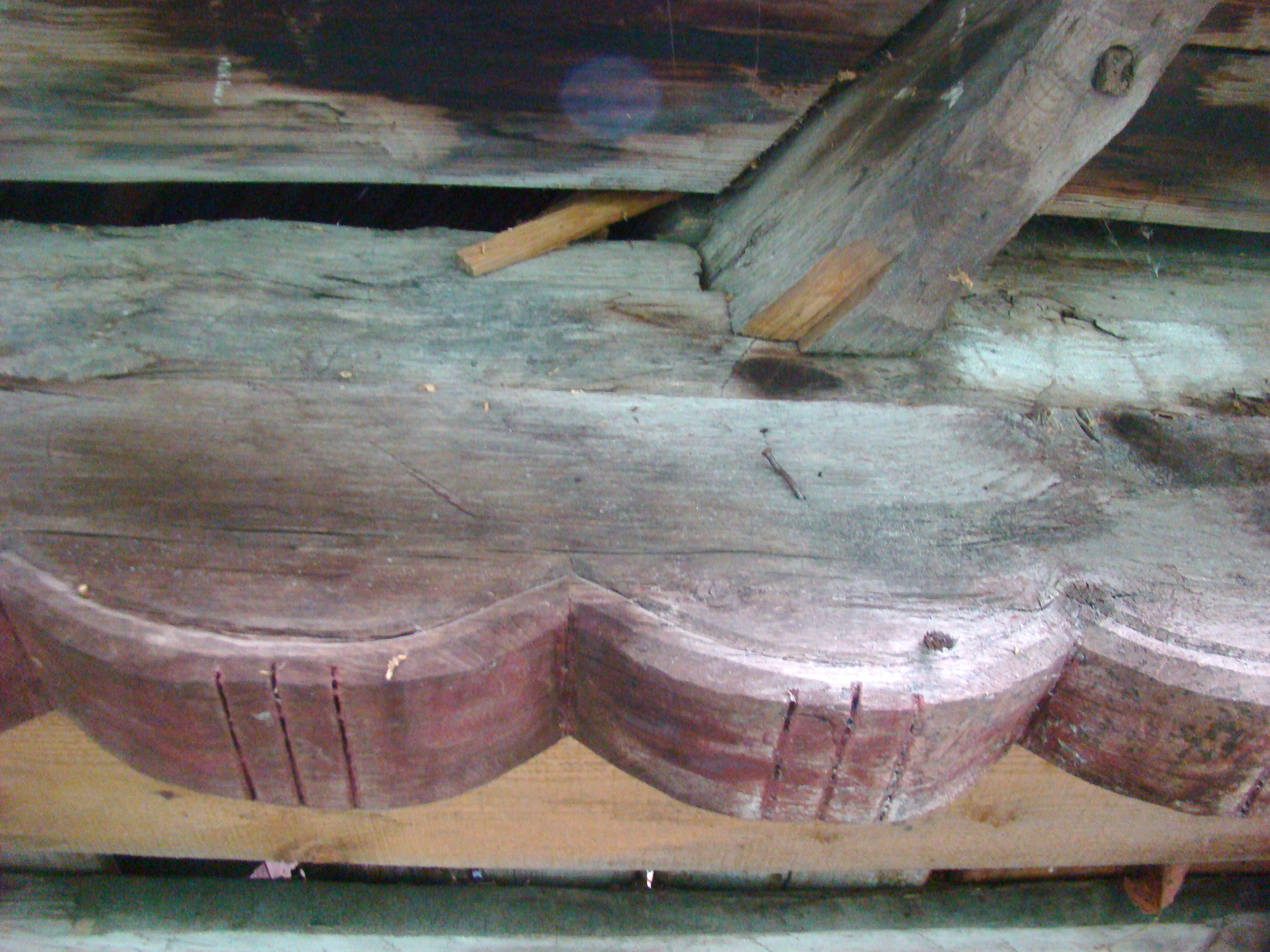
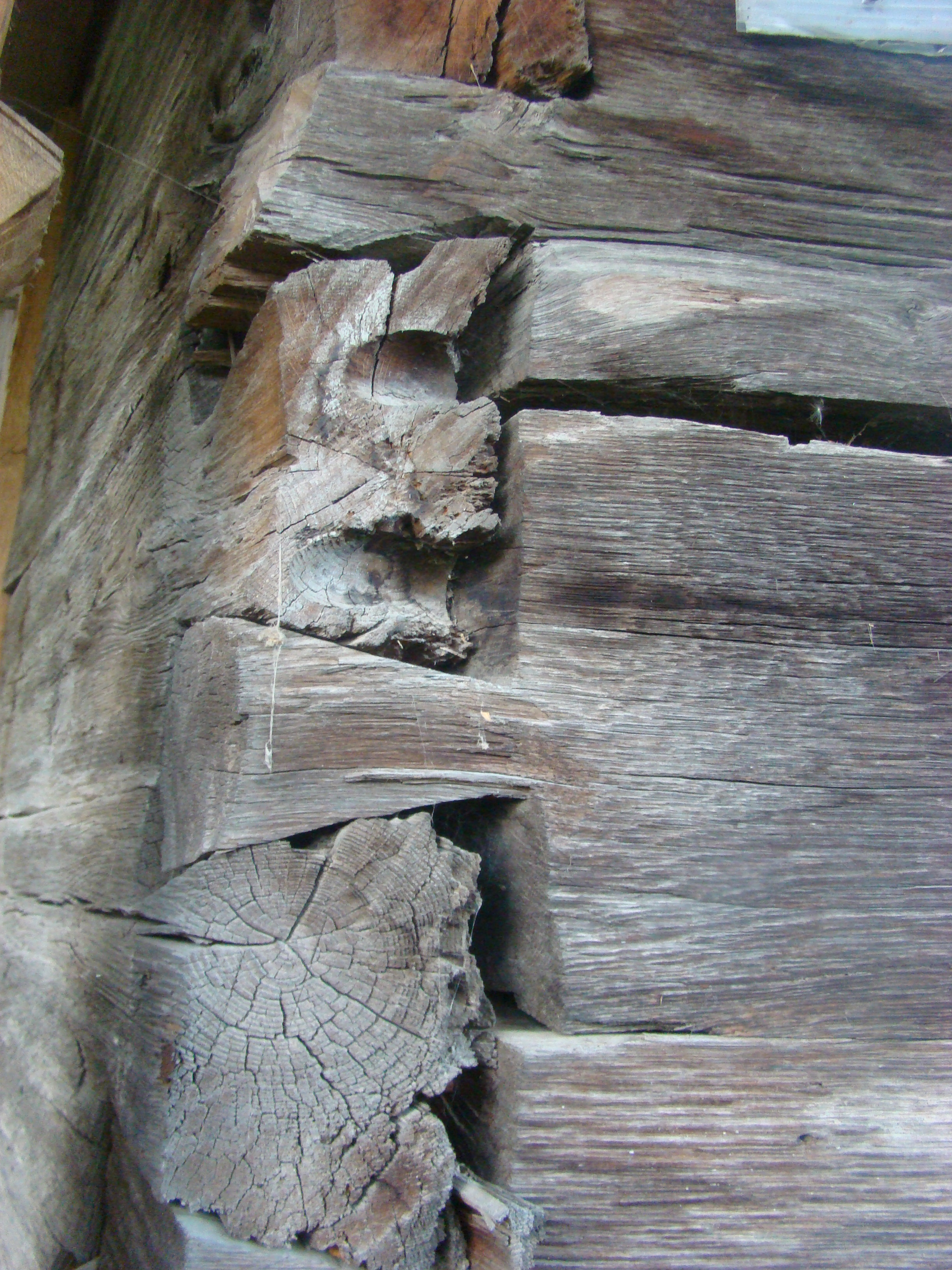
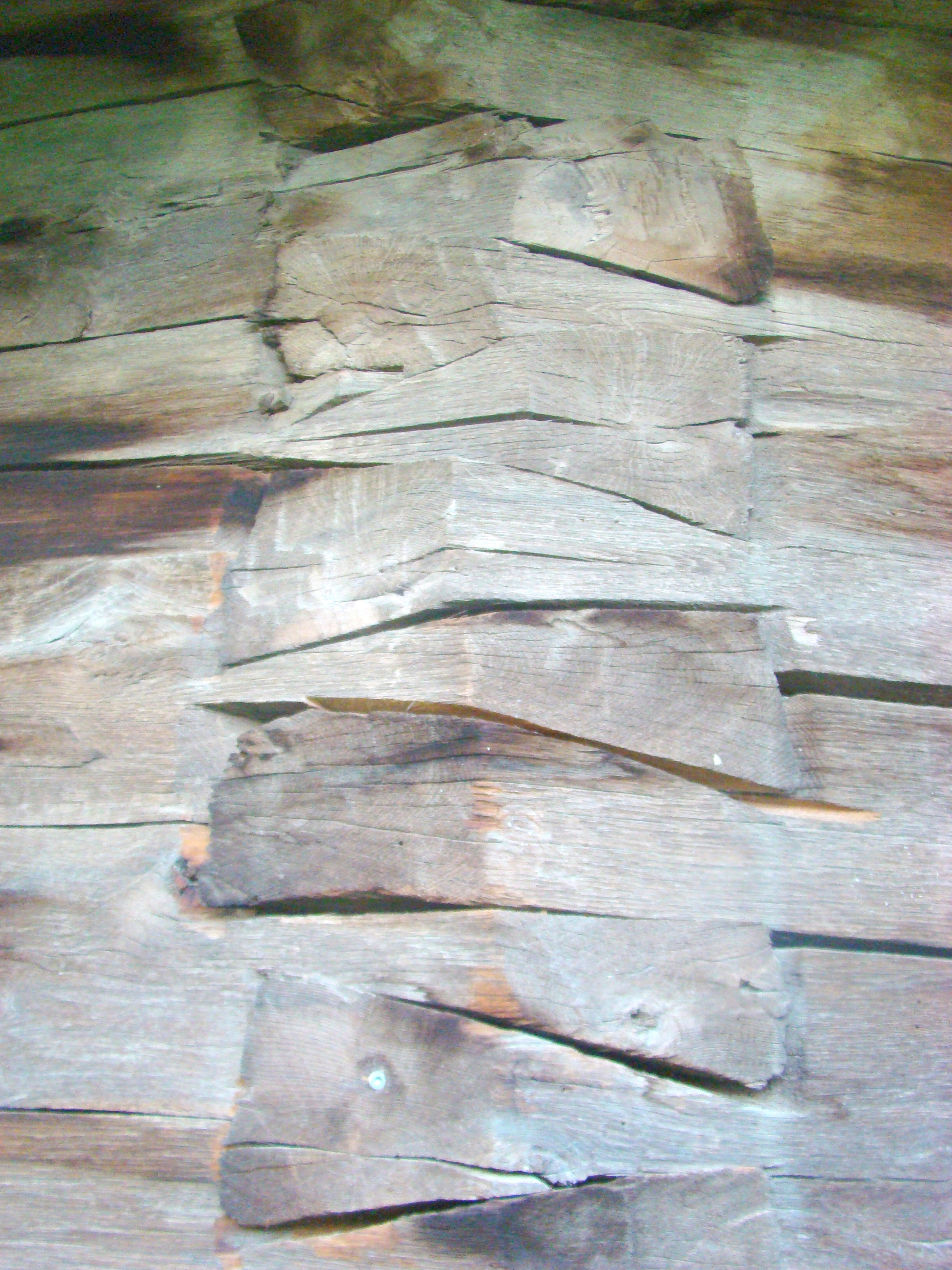

## Imagini din interior

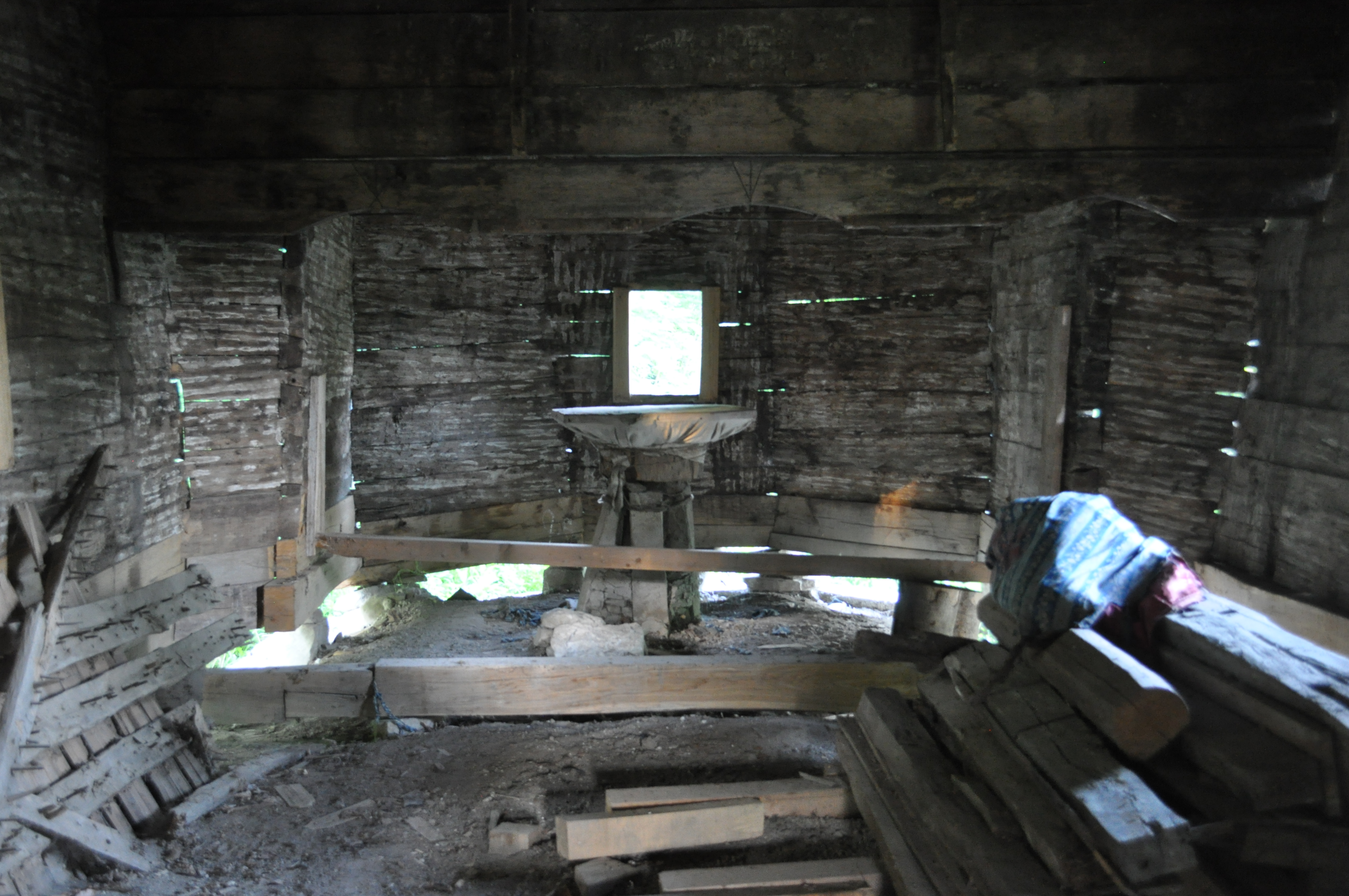
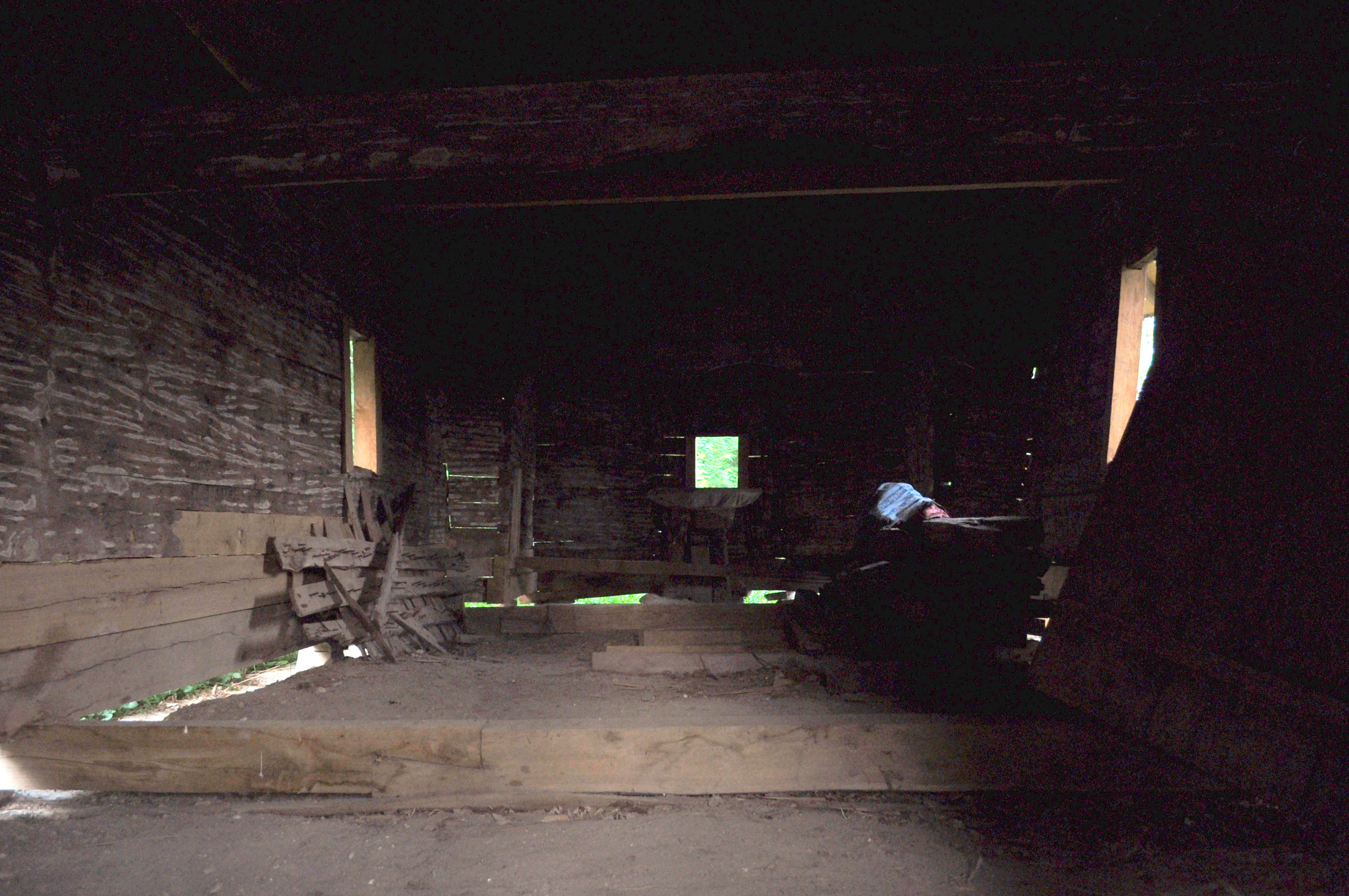
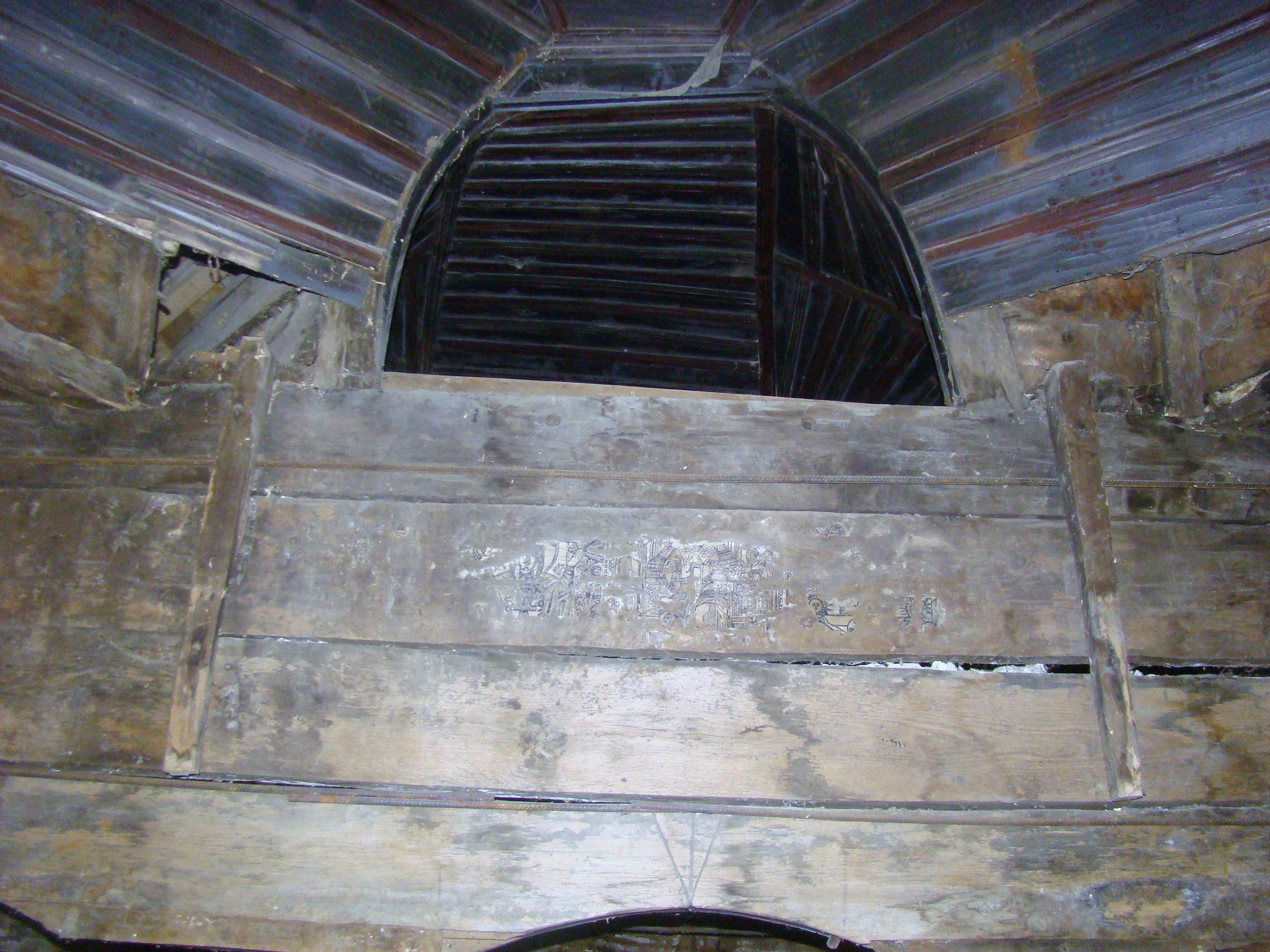
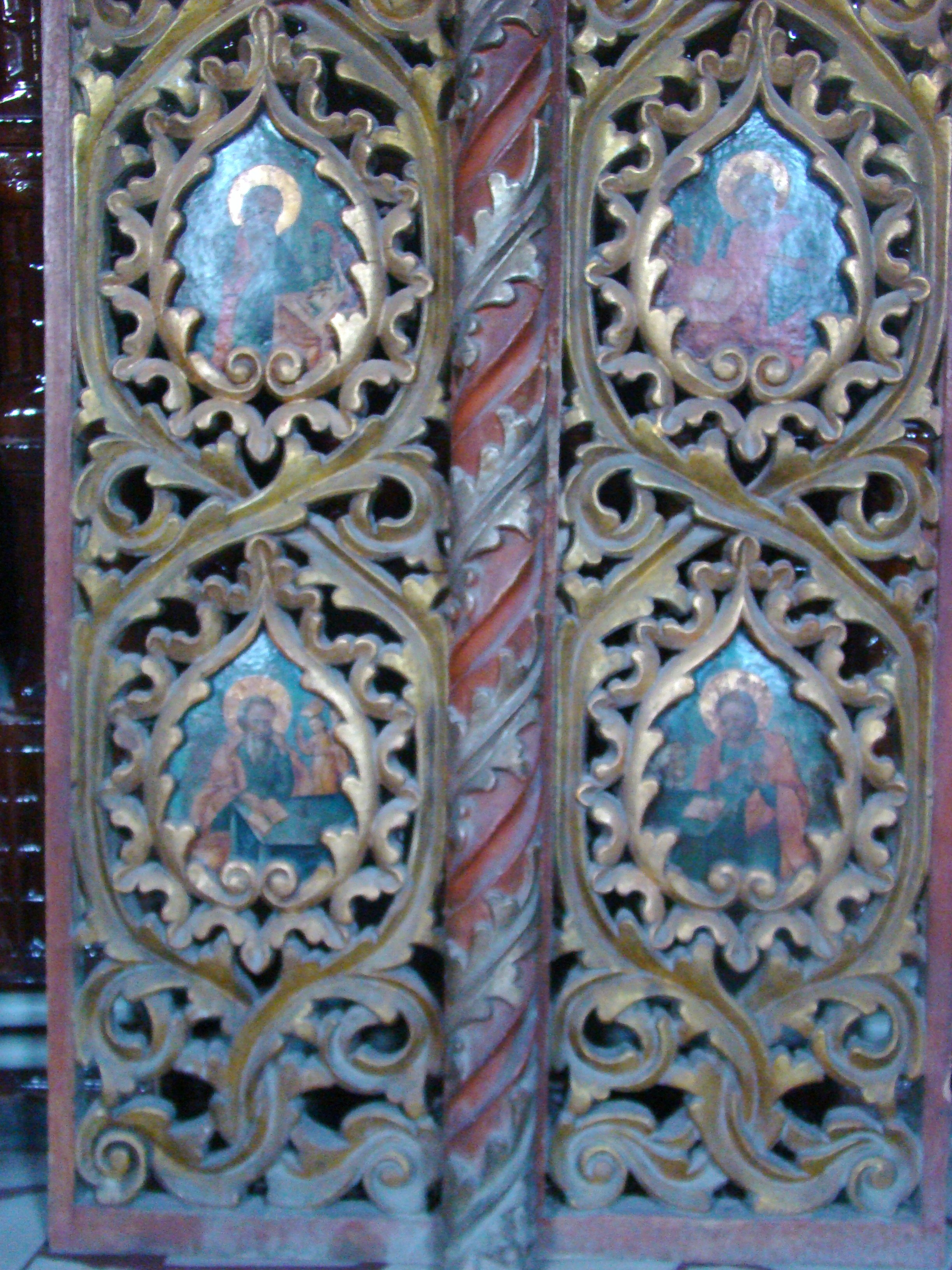
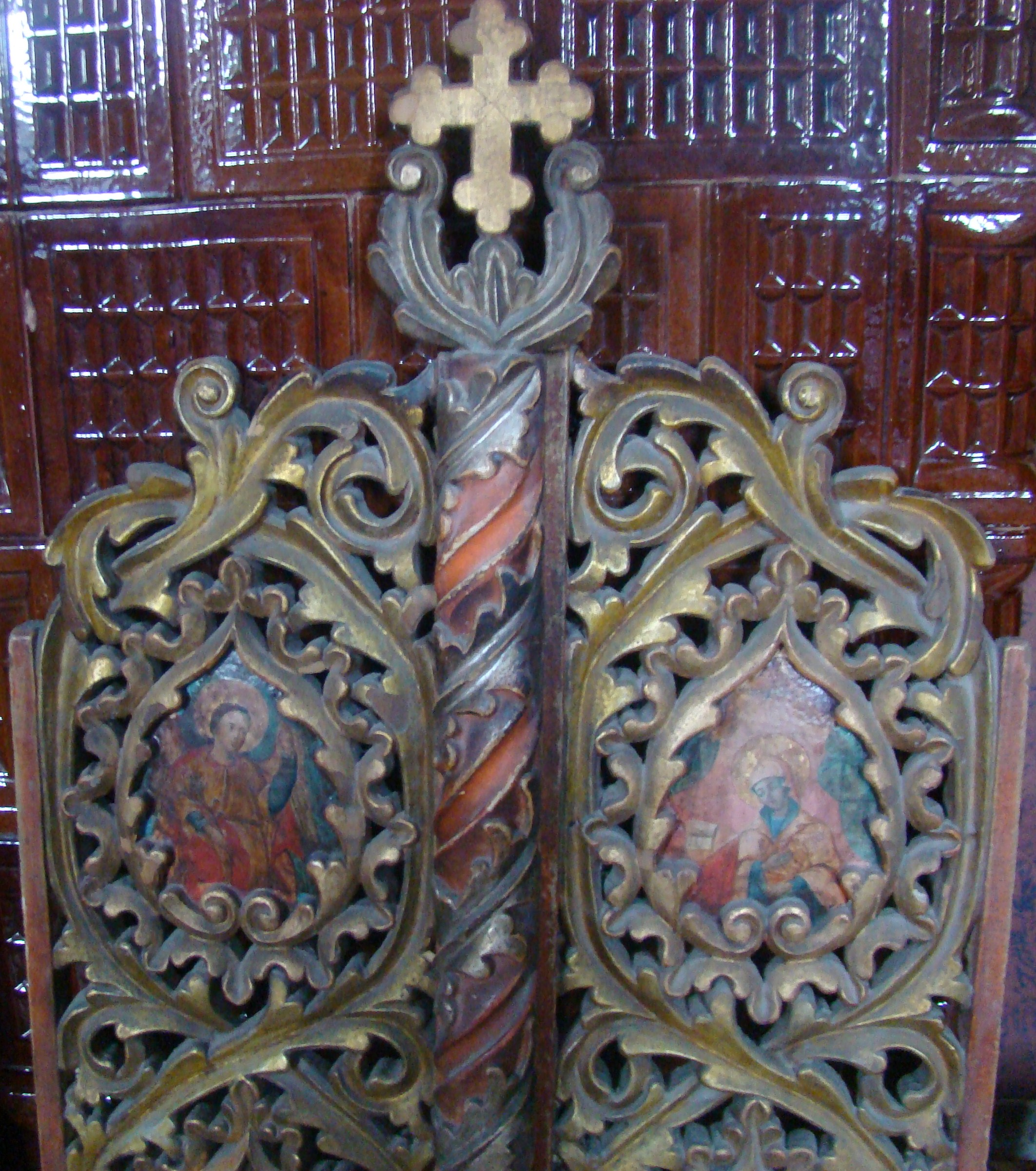
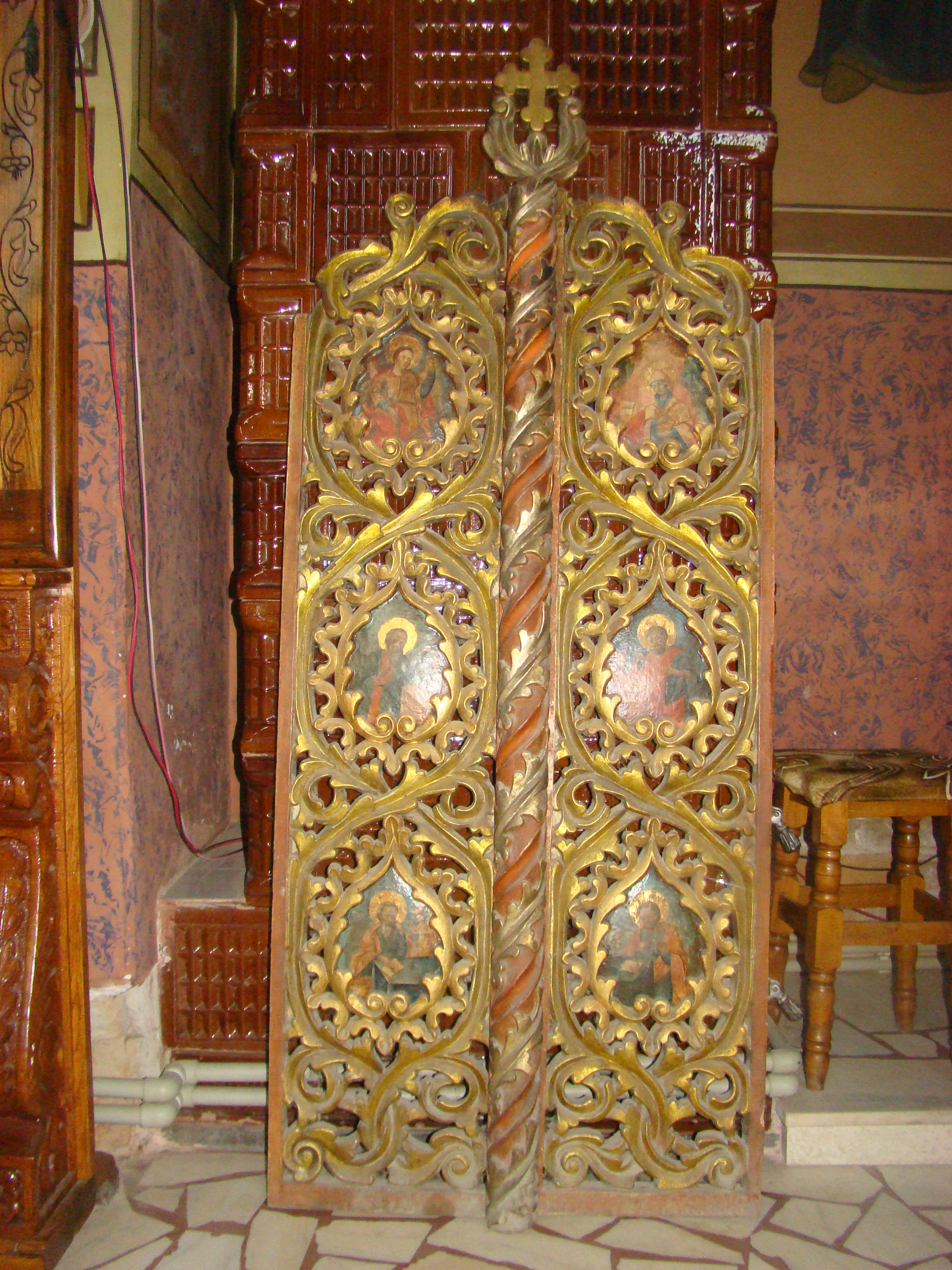
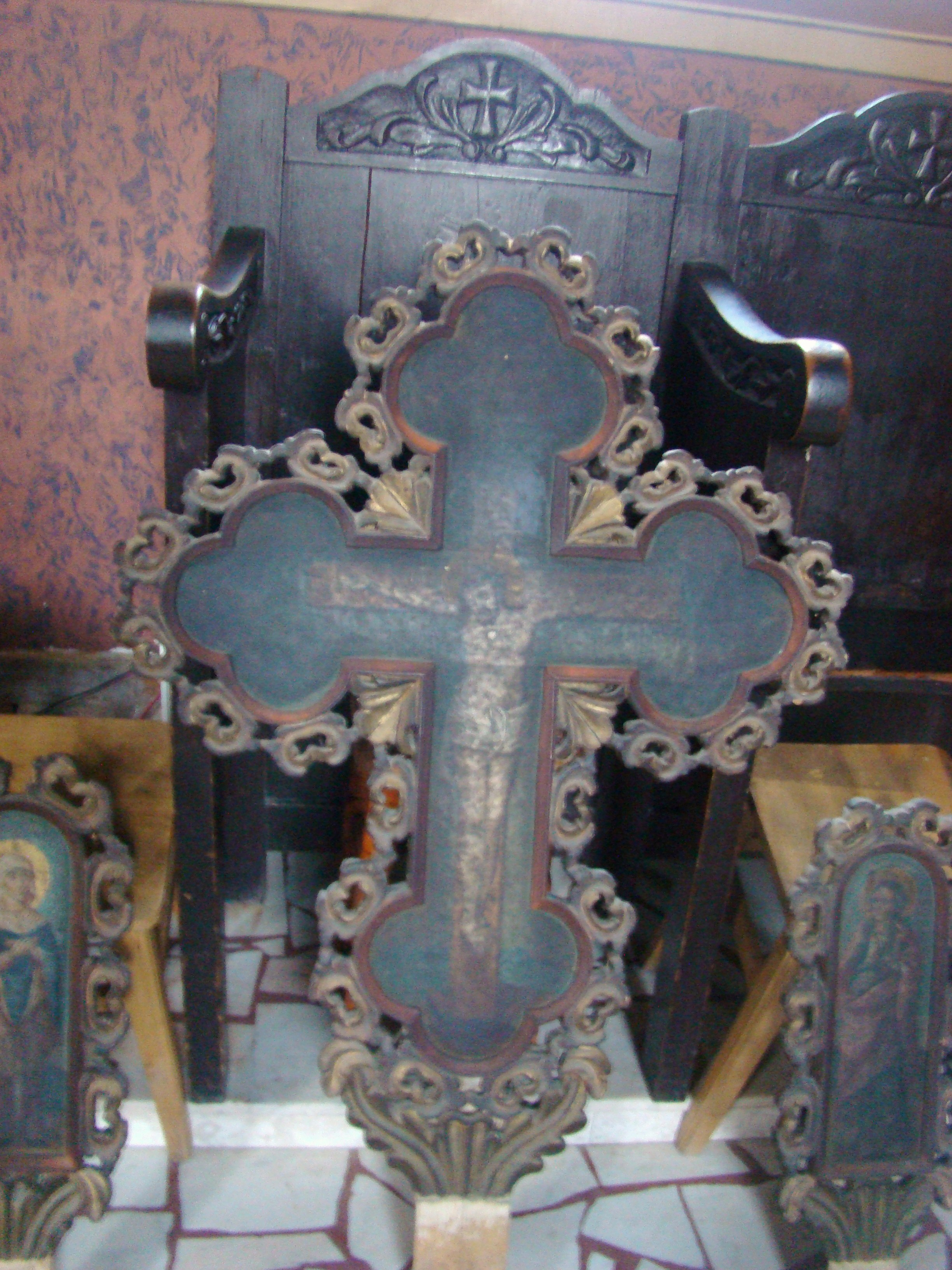
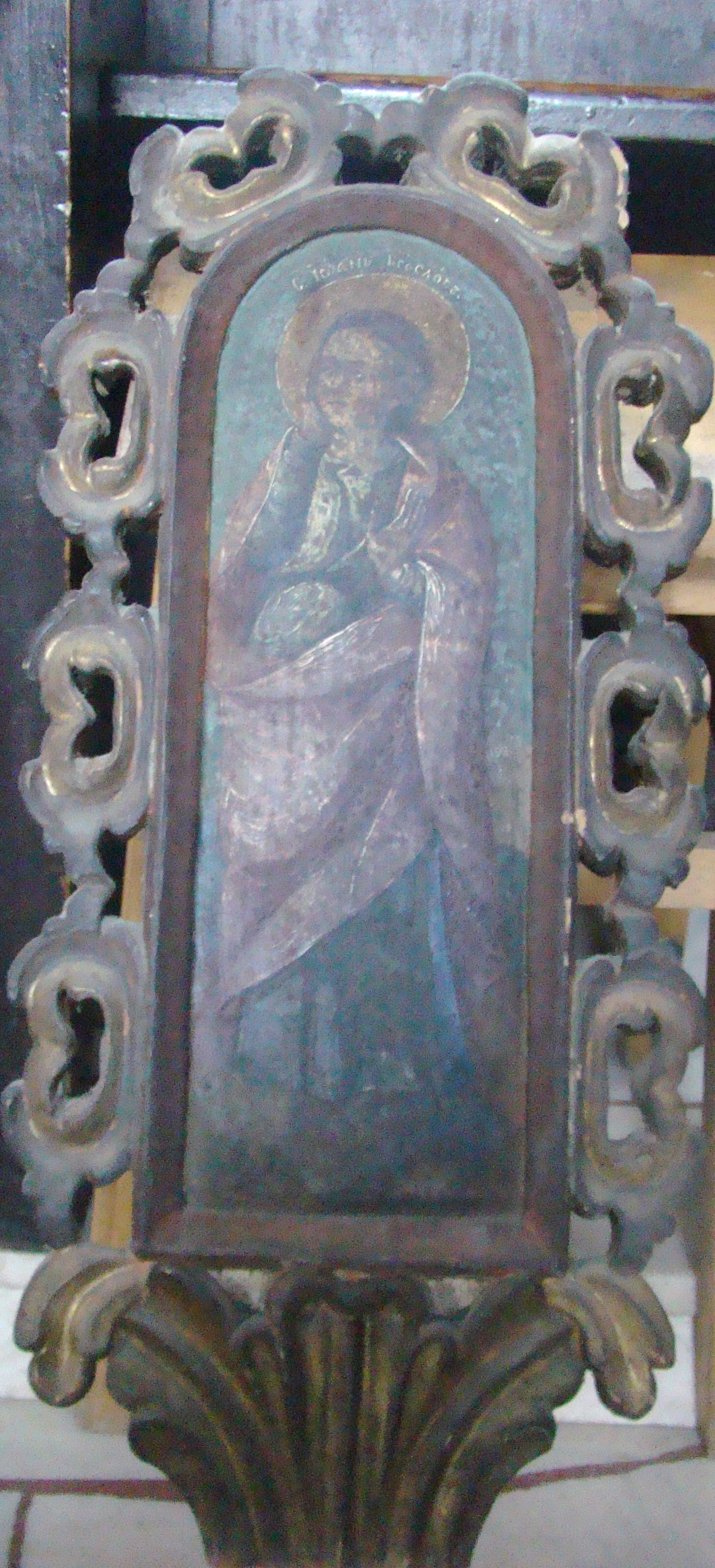
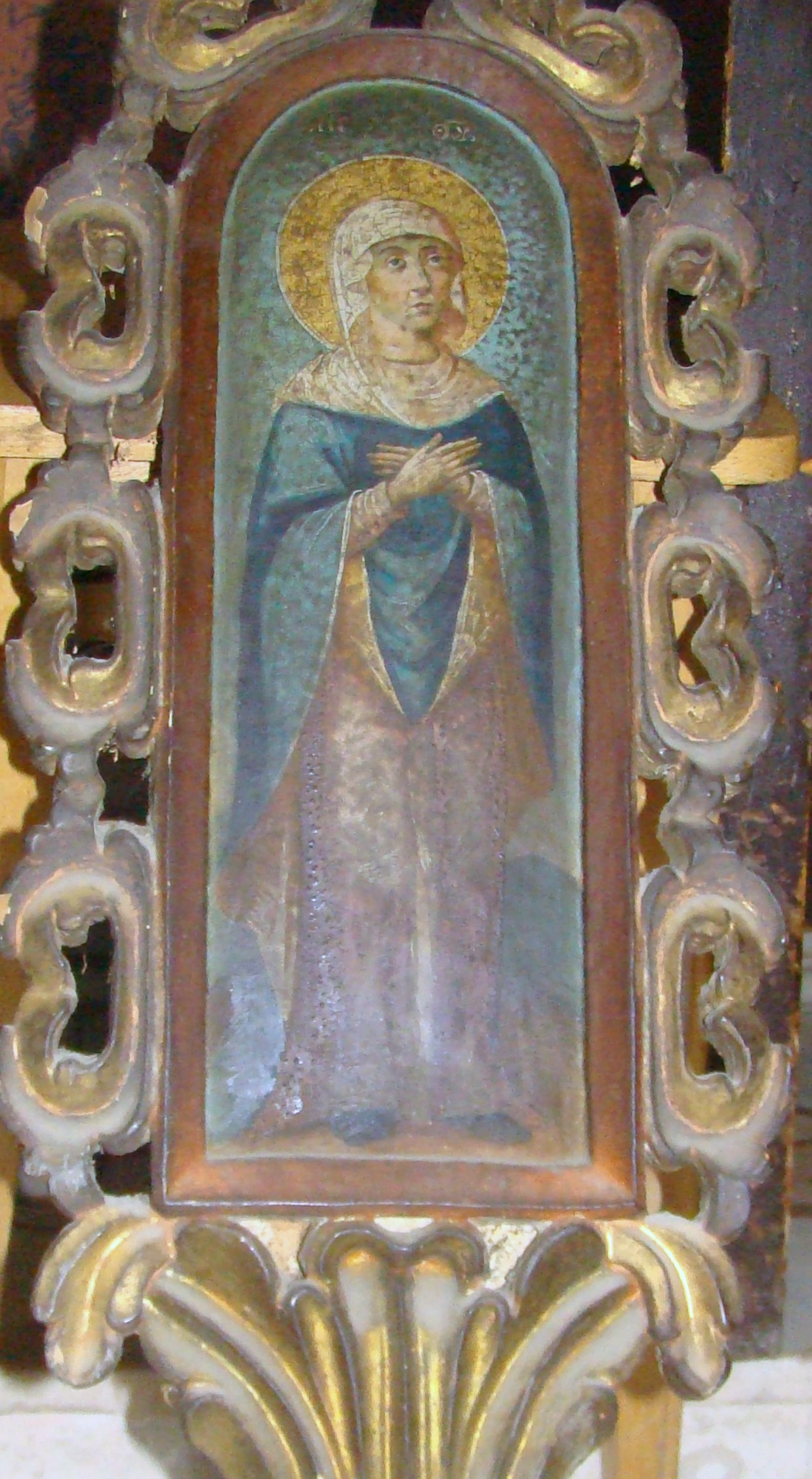